# Myricaria pulcherrima
Myricaria pulcherrima är en tamariskväxtart som beskrevs av Aleksandr Batalin.
Myricaria pulcherrima ingår i släktet klådrissläktet och familjen tamariskväxter. Inga underarter finns listade i Catalogue of Life.